# Total Drama Island
Total Drama Island (Conhecida no Brasil como: Ilha dos Desafios e Drama Total) é uma série de animação infantil canadense produzida pela Fresh TV Inc. e Cartoon Network Studios. Ela foi exibida pela primeira vez no dia 7 de junho de 2008, nos Estados Unidos, pela Cartoon Network e, no Brasil, teve sua estreia no dia 5 de março de 2009, às 19h30, no Cartoon Network . Atualmente, ela é exibida no canal irmão TBS e FAP Networking, desde fevereiro de 2018.
A série também foi exibida em sinal aberto, no Brasil, pela Rede TV!, com o título "Ilha dos Desafios" (na primeira temporada) e "Drama Total" (a partir da segunda), e, em Portugal, foi exibida na RTP2 e no Panda Biggs.
Os finalistas da temporada são Owen e Gwen, onde Owen ganhou na primeira versão passada no Brasil, porém existe uma versão alternativa, onde em cada lugar do Mundo o vencedor possa ser diferente. Com isso, os dois são considerados os vencedores da temporada. Apesar da final de Owen saindo vencedor fazer mais sentido com os acontecimentos da próxima temporada, afinal ele ganhou no Canadá, país de origem do programa.

## Sinopse
Chris McLean é o apresentador do reality show Ilha dos Desafios, que se passa no acampamento Wawanakwa, no Canadá. Neste programa, 22 participantes competem em desafios baseados em atividades de acampamento. Os competidores são: Beth, Bridgette, Cody, Courtney, DJ, Duncan, Eva, Ezekiel, Geoff, Gwen, Harold, Heather, Izzy, Justin, Katie, LeShawna, Lindsay, Noah, Owen, Sadie, Trent e Tyler. Todos eles concorrendo ao prêmio de cem mil dólares.
Durante a temporada, ocorrem vários eventos marcantes: Izzy troca de equipe com Katie, Heather finge ser amiga de Beth e Lindsay para conseguir uma aliança, Beth rouba um boneco Tiki que amaldiçoa sua equipe, Harold trapaceia para eliminar Courtney, DJ é eliminado sem ser votado, Heather tem sua cabeça raspada, LeShawna é eliminada acidentalmente pelos seus ex-concorrentes, Trent e Gwen começam a namorar, assim como Owen e Izzy, Geoff e Bridgette, Duncan e Courtney, Harold e LeShawna e Tyler e Lindsay.
No último episódio, Owen é o grande vencedor da Ilha dos Desafios para o Canadá, Portugal e E.U.A, Gwen fica em segundo e Heather em terceiro lugar. Gwen, no entanto, vence no final alternativo, exibido na América Latina pelo Boomerang.

## Regras do jogo

### Equipes
Os campistas são divididos em duas equipes:
- Os Robalos Assassinos, formados por Ezekiel, Tyler, Sadie, Courtney, Duncan, Harold, Eva, Bridgette, DJ , Geoff e Izzy (que depois troca de equipe com Katie)
- Os Esquilos Berrantes, formados por Gwen, Trent, Owen, Heather, Lindsay, Justin, Beth, LeShana, Cody, Noah e Katie (que depois troca de equipe com Izzy)

Os objetivos dos desafios são simples: ser a primeira equipe a cumprir primeiro determinada tarefa. A equipe vencedora recebe imunidade e/ou outro prêmio. 
A equipe perdedora será forçada a cumprir a Cerimônia da Fogueira, onde devem escrever o nome de uma pessoa que eles querem que saia do jogo. Depois, o apresentador distribui marshmallows, que significam que o campista está a salvo durante aquela semana. Aquele que não receber um marshmallow deve ir para o Cais da Vergonha onde entra no Barco dos Perdedores, onde será levado para fora do jogo (na verdade, para um hotel 5 estrelas). 
O jogo será assim até que em um dos episódios acontece a fusão de equipes e a introdução do sistema "cada um por si"

### Desfeita de equipes
A partir do episódio da fusão, o jogo não muda muito, o sistema de eliminação ainda é o mesmo. Só que as provas e a imunidade ganha são individuais. Na cerimônia da fogueira, todos os campistas na ilha devem decidir o próximo a ser eliminado.

### Primeiro jogador a ser eliminado
No segundo episódio, Ezekiel foi o primeiro participante a ser eliminado da temporada.

### Vitórias Individuais
Leshawna é a primeira participante a vencer uma prova individual no episódio 15.

## Episódios
Os episódios possuem referências à jogos, tarefas ou habilidades de acampamento e cada um é abordado em um episódio. Foram produzidos 26 episódios, e um especial que mostra quem se classifica para a segunda temporada:
| Episódios | Data de Estreia                         | Data Final                   |
| --------- | --------------------------------------- | ---------------------------- |
| 27        | 7 de Junho de 2008/ 12 de Junho de 2036 | 26 de Dezembro de 2009/ 2037 |

## Participantes
| #   | Participante | Equipe             | Equipe             | Equipe         | Equipe         | Resultado      | Motivo     | Posição Final | Episódio |
| #   | Participante | Episódio 1         | Episódio 2         | Episódio 14    | Episódio 15    | Resultado      | Motivo     | Posição Final | Episódio |
| --- | ------------ | ------------------ | ------------------ | -------------- | -------------- | -------------- | ---------- | ------------- | -------- |
| 1   | Gwen         | Esquilos Berrantes | Esquilos Berrantes | Meninas        | Fusão          | Vencedores     | Finalistas | 1.º Lugar     | 26       |
| 1   | Owen         | Esquilos Berrantes | Esquilos Berrantes | Meninos        | Fusão          | Vencedores     | Finalistas | 1.º Lugar     | 26       |
| 3   | Heather      | Esquilos Berrantes | Esquilos Berrantes | Meninas        | Fusão          | 21.ª Eliminada | Desafio    | 3.º Lugar     | 25       |
| 4   | Duncan       | Robalos Assassinos | Robalos Assassinos | Meninos        | Fusão          | 20.º Eliminado | Desafio    | 4.º Lugar     | 24       |
| 5   | Leshawna     | Esquilos Berrantes | Esquilos Berrantes | Meninas        | Fusão          | 19.ª Eliminada | Perdedores | 5.º Lugar     | 22       |
| 6   | Geoff        | Robalos Assassinos | Robalos Assassinos | Meninos        | Fusão          | 18.º Eliminado | Votação    | 6.º Lugar     | 21       |
| 7   | Izzy         | Robalos Assassinos | Esquilos Berrantes |                | Fusão          | 17.ª Eliminada | Votação    | 7.º Lugar     | 20       |
| 8   | DJ           | Robalos Assassinos | Robalos Assassinos | Meninos        | Fusão          | 16.º Eliminado | Desafio    | 8.º Lugar     | 19       |
| 9   | Lindsay      | Esquilos Berrantes | Esquilos Berrantes | Meninas        | Fusão          | 15.ª Eliminada | Desafio    | 9.º Lugar     | 18       |
| 10  | Bridgette    | Robalos Assassinos | Robalos Assassinos | Meninas        | Fusão          | 14.ª Eliminada | Votação    | 10.º Lugar    | 17       |
| 11  | Trent        | Esquilos Berrantes | Esquilos Berrantes | Meninos        | Fusão          | 13.º Eliminado | Votação    | 11.º Lugar    | 16       |
| 12  | Eva          | Robalos Assassinos | Robalos Assassinos |                | Fusão          | 12.ª Eliminada | Votação    | 12.º Lugar    | 15       |
| 13  | Harold       | Robalos Assassinos | Robalos Assassinos |                | 11.º Eliminado | Votação        | 13.º Lugar | 13            |          |
| 14  | Courtney     | Robalos Assassinos | Robalos Assassinos | 10.ª Eliminada | Votação        | 14.º Lugar     | 12         |               |          |
| 15  | Sadie        | Robalos Assassinos | Robalos Assassinos | 9.ª Eliminada  | Votação        | 15.º Lugar     | 11         |               |          |
| 16  | Beth         | Esquilos Berrantes | Esquilos Berrantes | 8.ª Eliminada  | Votação        | 16.º Lugar     | 10         |               |          |
| 17  | Cody         | Esquilos Berrantes | Esquilos Berrantes | 7.º Eliminado  | Votação        | 17.º Lugar     | 9          |               |          |
| (-) | Izzy         | Robalos Assassinos | Esquilos Berrantes | Desistente     | Desistiu       | -              | 8          |               |          |
| 18  | Tyler        | Robalos Assassinos | Robalos Assassinos | 6.º Eliminado  | Votação        | 18.º Lugar     | 7          |               |          |
| 19  | Katie        | Esquilos Berrantes | Robalos Assassinos | 5.ª Eliminada  | Votação        | 19.º Lugar     | 6          |               |          |
| 20  | Justin       | Esquilos Berrantes | Esquilos Berrantes | 4.º Eliminado  | Votação        | 20.º Lugar     | 5          |               |          |
| 21  | Noah         | Esquilos Berrantes | Esquilos Berrantes | 3.º Eliminado  | Votação        | 21.º Lugar     | 4          |               |          |
| (-) | Eva          | Robalos Assassinos | Robalos Assassinos | 2.ª Eliminada  | Votação        | -              | 3          |               |          |
| 22  | Ezekiel      | Robalos Assassinos | Robalos Assassinos | 1.º Eliminado  | Votação        | 22.º Lugar     | 2          |               |          |

### Motivo da Eliminação
| Colocação | Participante | Motivo | Berlinda                              |
| --------- | ------------ | --- | ------------------------------------- |
| 1/2       | Gwen         | O desafio final consistia em uma corrida de obstáculos, e quem cruzasse a linha de chegada primeiro seria considerado o vencedor da temporada. Gwen estava na frente, então Izzy tentou atrair Owen com um ventilador gigante dissipando cheiro de Brownies. Ele corre muito rápido, porém vai para fora da linha de chegada. Assim, Gwen consegue chegar e vence! Campeã                  | Gwen e Owen                           |
| 1/2       | Gwen         | O desafio final consistia em uma corrida de obstáculos, e quem cruzasse a linha de chegada primeiro seria considerado o vencedor da temporada. Gwen estava na frente, mas Izzy atraiu Owen com um ventilador gigante dissipando cheiro de Brownies. Owen, com fome, derrubou Gwen, que foi eliminada. Vice-Campeã                                                                          | Gwen e Owen                           |
| 1/2       | Owen         | O desafio final consistia em uma corrida de obstáculos, e quem cruzasse a linha de chegada primeiro seria considerado o vencedor da temporada. Mesmo Owen estando atrás de Gwen, Izzy o atraiu com um ventilador gigante dissipando cheiro de Brownies. Owen, com fome, ultrapassou Gwen e cruzou a linha, vencendo a temporada e o desafio! Campeão                                       | Gwen e Owen                           |
| 1/2       | Owen         | O desafio final consistia em uma corrida de obstáculos, e quem cruzasse a linha de chegada primeiro seria considerado o vencedor da temporada. Gwen estava na frente, então Izzy tentou atrair Owen com um ventilador gigante dissipando cheiro de Brownies. Ele corre muito rápido, porém vai para fora da linha de chegada. Assim, Gwen consegue chegar e Owen é eliminado. Vice-Campeão | Gwen e Owen                           |
| 3         | Heather      | Após Gwen e Owen formarem uma aliança e se unirem contra Heather durante o desafio, Heather teve que participar de inúmeros desafios, e durante o desafio de raspar a cabeça, Heather não conseguiu completar a prova, e por isso foi eliminada. | Gwen,Heather e Owen                   |
| 4         | Duncan       | Gwen e Heather ganharam a imunidade, deixando apenas Duncan e Owen como opções de voto, e elas optaram por eliminar Duncan, já que Duncan era mais perigoso. | Duncan e Owen                         |
| 5         | Leshawna     | Desta vez os já eliminados concorrentes iriam escolher o eliminado da competição e, acidentalmente, a maioria dos votos foi para Leshawna, por um roubo de Chris. | Duncan,Gwen,Heather,Leshawna e Owen   |
| 6         | Geoff        | Heather e Duncan, visando uma disputa de popularidade, perceberam que Geoff ganharia e se uniram para eliminá-lo. | Geoff e Gwen                          |
| 7         | Izzy         | Heather e Duncan formaram uma aliança, e pelo fato de Izzy atingir Heather com um dardo tranquilizante, ela recebeu o voto dos dois e dos demais participantes por também a considerarem louca. | Gwen e Izzy                           |
| 8         | DJ           | Chris decidiu eliminá-lo já que ele sequer foi pego pelo Chef, e fugiu antes mesmo do Assassino da Serra Elétrica e o Gancho chegar. | DJ,Geoff,Heather,Izzy,Leshawna e Owen |
| 9         | Lindsay      | Chris disse que o desafio seria uma corrida de bicicletas com 4 concorrentes (Owen, Heather, Duncan e Lindsay), e o eliminado seria aquele que cruzasse a linha de chegada por último, que foi Lindsay. | Duncan,Heather,Lindsay e Owen         |
| 10        | Bridgette    | Os homens formaram a Aliança Masculina e decidiram que ela era uma candidata muito forte e perigosa, que com medo que ela chegasse a final, se uniram contra ela. | Bridgette e Duncan                    |
| 11        | Trent        | Heather armou para Trent e acabou o beijando na frente de Gwen, que contou para Leshawna, que convenceu os outros a votarem em Heather ou Trent. Como Heather estava imune, então todos votaram em Trent. | Gwen e Trent                          |
| 12        | Eva          | Após o retorno de Izzy e Eva, Eva amedrontou a maioria dos participantes que se uniram para eliminá-la. | Eva e Heather                         |
| 13        | Harold       | Durante o desafio ele acabou se distraindo com os seios de Heather, que teve a blusa rasgada por um galho, o que acabou fazendo sua equipe perder o desafio. | Duncan e Harold                       |
| 14        | Courtney     | Harold foi o mais votado, mas, com raiva de Duncan, inverteu todos os votos para Courtney. | Courtney e Harold                     |
| 15        | Sadie        | Sadie, durante o desafio, acertou Courtney com maçãs inúmeras vezes, e após a derrota da equipe, Courtney convenceu os outros membros a votarem em Sadie. | Harold e Sadie                        |
| 16        | Beth         | Beth amaldiçoou sua equipe trazendo um boneco da Ilha da Caveira, alguns episódios atrás, e quando isso veio à tona, sua equipe se revoltou com ela. | Beth e Heather                        |
| 17        | Cody         | Foi considerado o membro mais inútil da equipe, pois durante o desafio, ele foi atacado por um urso e acabou ficando numa cadeira de rodas. | Cody e Heather                        |
| (-)       | Izzy         | A polícia apareceu com um mandato para capturarem a Izzy, que, empolgada com a situação, acabou fugindo do acampamento, automaticamente desistindo da competição. | Izzy e Lindsay                        |
| 18        | Tyler        | Por não ter conseguido superar seu medo, causou a derrota da equipe juntamente com Courtney e Bridgette, e entre os três, ele acabou sendo o mais votado. | Bridgette,Courtney e Tyler            |
| 19        | Katie        | Katie, juntamente com Sadie, se perdeu na floresta, causando a derrota da equipe, que distribuiu votos entre as duas. Consequentemente, Katie foi a que mais recebeu votos. | Katie e Sadie                         |
| 20        | Justin       | Heather convenceu Lindsay, Beth, Izzy e Owen a votarem em Justin, pois sabia que, depois de ter lido o diário de Gwen na frente de todos, seria a mais votada. | Heather e Justin                      |
| 21        | Noah         | Por não participar do desafio, e conseguir irritar a todos com sua falta de interesse no jogo, foi unanimante o mais votado. | Lindsay e Noah                        |
| (-)       | Eva          | Heather roubou seu MP3, o que a enlouqueceu e a fez xingar e ameaçar seus colegas de equipe, que, com raiva, votaram nela. | Eva e Harold                          |
| 22        | Ezekiel      | Durante a discussão sobre quem eliminar, Ezekiel fez vários comentários machistas e desnecessários e acabou sendo eliminado. | Ezequiel e Courtney                   |

Legenda
| (VENCEDOR) Venceu a competição (2.º LUGAR) Segundo lugar (EL) Eliminado | (DE) Desistiu da competição. |

## Tabela de Eliminação
| Colocação | Participante | Episódio | Episódio | Episódio | Episódio | Episódio | Episódio | Episódio | Episódio | Episódio | Episódio | Episódio | Episódio | Episódio | Episódio | Episódio | Episódio | Episódio | Episódio | Episódio | Episódio | Episódio | Episódio | Episódio | Episódio | Episódio | Episódio | Episódio | Episódio | Episódio | Episódio | Episódio | Episódio | Episódio | Episódio | Episódio | Episódio | Episódio | Episódio | Episódio   | Episódio |
| Colocação | Participante | 2        | 2        | 3        | 3        | 4        | 4        | 5        | 5        | 6        | 6        | 7        | 7        | 8        | 8        | 9        | 9        | 10       | 10       | 11       | 11       | 12       | 12       | 13       | 13       | 14       | 15       | 15       | 16       | 17       | 18       | 19       | 20       | 21       | 21       | 22       | 24       | 24       | 25       | 26         | 27       |
| --------- | ------------ | -------- | -------- | -------- | -------- | -------- | -------- | -------- | -------- | -------- | -------- | -------- | -------- | -------- | -------- | -------- | -------- | -------- | -------- | -------- | -------- | -------- | -------- | -------- | -------- | -------- | -------- | -------- | -------- | -------- | -------- | -------- | -------- | -------- | -------- | -------- | -------- | -------- | -------- | ---------- | -------- |
| 1/2       | Gwen         | EV       | IM       | EV       | IM       | EP       | SE       | EP       | SE       | EV       | IM       | EV       | IM       | EP       | SE       | EP       | SE       | EP       | SE       | EV       | IM       | EV       | IM       | EV       | IM       | Perdeu   | NP       | SE       | SE       | SE       | SE       | IM       | SMV      | DP       | SMV      | SE       | DV       | IM       | VD       | VENCEDORES | Venceu   |
| 1/2       | Owen         | EV       | IM       | EV       | IM       | EP       | SE       | EP       | SE       | EV       | IM       | EV       | IM       | EP       | SE       | EP       | SE       | EP       | SE       | EV       | IM       | EV       | IM       | EV       | IM       | Venceu   | NP       | SE       | SE       | SE       | SE       | SE       | SE       | DP       | SE       | SE       | DP       | SE       | VD       | VENCEDORES | Venceu   |
| 3         | Heather      | EV       | IM       | EV       | IM       | EP       | SE       | EP       | SMV      | EV       | IM       | EV       | IM       | EP       | SE       | EP       | SMV      | EP       | SMV      | EV       | IM       | EV       | IM       | EV       | IM       | Perdeu   | NP       | SMV      | IM       | IM       | IM       | SE       | SE       | DP       | SE       | SE       | DV       | IM       | EL       |            | Venceu   |
| 4         | Duncan       | EP       | SE       | EP       | SE       | EV       | IM       | EV       | IM       | EP       | SE       | EP       | SE       | EV       | IM       | EV       | IM       | EV       | IM       | EP       | SE       | EP       | SE       | EP       | SMV      | Venceu   | NP       | SE       | SE       | SE       | SE       | SE       | SE       | DV       | SE       | SE       | DP       | EL       |          |            | Venceu   |
| 5         | Leshawna     | EV       | IM       | EV       | IM       | EP       | SE       | EP       | SE       | EV       | IM       | EV       | IM       | EP       | SE       | EP       | SE       | EP       | SE       | EV       | IM       | EV       | IM       | EV       | IM       | Perdeu   | NP       | IM       | SE       | IM       | SE       | SE       | SE       | DV       | SE       | EL       |          |          |          |            | Venceu   |
| 6         | Geoff        | EP       | SE       | EP       | SE       | EV       | IM       | EV       | IM       | EP       | SE       | EP       | SE       | EV       | IM       | EV       | IM       | EV       | IM       | EP       | SE       | EP       | SE       | EP       | SE       | Venceu   | NP       | SE       | SE       | SE       | SE       | SE       | SE       | DP       | EL       |          |          |          |          |            | Venceu   |
| 7         | Izzy         | EV       | IM       | EV       | IM       | EP       | SE       | EP       | SE       | EV       | IM       | EV       | IM       | EP       | DE       |          |          |          |          |          |          |          |          |          |          |          | RC       | SE       | SE       | SE       | SE       | SE       | EL       |          |          |          |          |          |          |            | Venceu   |
| 8         | DJ           | EP       | SE       | EP       | SE       | EV       | IM       | EV       | IM       | EP       | SE       | EP       | SE       | EV       | IM       | EV       | IM       | EV       | IM       | EP       | SE       | EP       | SE       | EP       | SE       | Venceu   | NP       | SE       | SE       | SE       | SE       | EL       |          |          |          |          |          |          |          |            | Venceu   |
| 9         | Lindsay      | EV       | IM       | EV       | IM       | EP       | SMV      | EP       | SE       | EV       | IM       | EV       | IM       | EP       | SMV      | EP       | SE       | EP       | SE       | EV       | IM       | EV       | IM       | EV       | IM       | Perdeu   | NP       | SE       | SE       | SE       | EL       |          |          |          |          |          |          |          |          |            | Venceu   |
| 10        | Bridgette    | EP       | SE       | EP       | SE       | EV       | IM       | EV       | IM       | EP       | SE       | EP       | TMV      | EV       | IM       | EV       | IM       | EV       | IM       | EP       | SE       | EP       | SE       | EP       | SE       | Perdeu   | NP       | SE       | SE       | EL       |          |          |          |          |          |          |          |          |          |            | Venceu   |
| 11        | Trent        | EV       | IM       | EV       | IM       | EP       | SE       | EP       | SE       | EV       | IM       | EV       | IM       | EP       | SE       | EP       | SE       | EP       | SE       | EV       | IM       | EV       | IM       | EV       | IM       | Venceu   | NP       | SE       | EL       |          |          |          |          |          |          |          |          |          |          |            | Venceu   |
| 12        | Eva          | EP       | SE       | EP       | EL       |          |          |          |          |          |          |          |          |          |          |          |          |          |          |          |          |          |          |          |          |          | RC       | EL       |          |          |          |          |          |          |          |          |          |          |          |            | Perdeu   |
| 13        | Harold       | EP       | SE       | EP       | SMV      | EV       | IM       | EV       | IM       | EP       | SE       | EP       | SE       | EV       | IM       | EV       | IM       | EV       | IM       | EP       | SMV      | EP       | SMV      | EP       | EL       |          |          |          |          |          |          |          |          |          |          |          |          |          |          |            | Venceu   |
| 14        | Courtney     | EP       | SMV      | EP       | SE       | EV       | IM       | EV       | IM       | EP       | SE       | EP       | SMV      | EV       | IM       | EV       | IM       | EV       | IM       | EP       | SE       | EP       | EL       |          |          |          |          |          |          |          |          |          |          |          |          |          |          |          |          |            | Perdeu   |
| 15        | Sadie        | EP       | SE       | EP       | SE       | EV       | IM       | EV       | IM       | EP       | SMV      | EP       | SE       | EV       | IM       | EV       | IM       | EV       | IM       | EP       | EL       |          |          |          |          |          |          |          |          |          |          |          |          |          |          |          |          |          |          |            | Perdeu   |
| 16        | Beth         | EV       | IM       | EV       | IM       | EP       | SE       | EP       | SE       | EV       | IM       | EV       | IM       | EP       | SE       | EP       | SE       | EP       | EL       |          |          |          |          |          |          |          |          |          |          |          |          |          |          |          |          |          |          |          |          |            | Venceu   |
| 17        | Cody         | EV       | IM       | EV       | IM       | EP       | SE       | EP       | SE       | EV       | IM       | EV       | IM       | EP       | SE       | EP       | EL       |          |          |          |          |          |          |          |          |          |          |          |          |          |          |          |          |          |          |          |          |          |          |            | Perdeu   |
| 18        | Tyler        | EP       | SE       | EP       | SE       | EV       | IM       | EV       | IM       | EP       | SE       | EP       | EL       |          |          |          |          |          |          |          |          |          |          |          |          |          |          |          |          |          |          |          |          |          |          |          |          |          |          |            | Perdeu   |
| 19        | Katie        | EP       | SE       | EP       | SE       | EV       | IM       | EV       | IM       | EP       | EL       |          |          |          |          |          |          |          |          |          |          |          |          |          |          |          |          |          |          |          |          |          |          |          |          |          |          |          |          |            | Perdeu   |
| 20        | Justin       | EV       | IM       | EV       | IM       | EP       | SE       | EP       | EL       |          |          |          |          |          |          |          |          |          |          |          |          |          |          |          |          |          |          |          |          |          |          |          |          |          |          |          |          |          |          |            | Venceu   |
| 21        | Noah         | EV       | IM       | EV       | IM       | EP       | EL       |          |          |          |          |          |          |          |          |          |          |          |          |          |          |          |          |          |          |          |          |          |          |          |          |          |          |          |          |          |          |          |          |            | Perdeu   |
| 22        | Ezekiel      | EP       | EL       |          |          |          |          |          |          |          |          |          |          |          |          |          |          |          |          |          |          |          |          |          |          |          |          |          |          |          |          |          |          |          |          |          |          |          |          |            | Perdeu   |

Legenda
| (VENCEDOR) Venceu a competição (2.º LUGAR) Segundo lugar (EL) Eliminado (EL) Eliminado pelos particopantes eliminados (EV) Equipe vencedora (EP) Equipe perdedora (SE) Salvo da eliminação (IM) Imune por fazer parte da equipe vencedora (IM) Imune por vencer o desafio | (SMV) Segundo mais votado (TMV) Terceiro mais votado (NP) Não participou | (VD) Venceu o desafio (DV) Fez parte da dupla vencedora (DP) Fez parte de uma dupla perdedora (RC) Retornou à competição. (DE) Desistiu da competição. |

## Dobragem (Portugal)
| Personagens                           | Biggs                | RTP2 |
| ------------------------------------- | -------------------- | ---- |
| Harold/Álvaro (RTP2)                  |                      |      |
| Chris McLean/Cristiano Menezes (RTP2) | Paulo Espírito Santo |      |
| Chef Hatchet/Chef Cutelo (RTP2)       | Paulo Espírito Santo |      |
| DJ/Dinis (RTP2)                       | Paulo Espírito Santo |      |
| Noah/Noé (RTP2)                       | Sérgio Calvinho      |      |
| Geoff/Golias (RTP2)                   | Sérgio Calvinho      |      |
| Duncan/Durval (RTP2)                  | Sérgio Calvinho      |      |
| Trent/Telmo (RTP2)                    | Sérgio Calvinho      |      |
| Ezekiel                               | Sérgio Calvinho      |      |
| Izzy/Isa (RTP2)                       | Ana Vieira           |      |
| Heather/Helga (RTP2)                  | Ana Vieira           |      |
| Leshawna/Lucrécia (RTP2)              | Ana Vieira           |      |
| Bridgette/Brígida (RTP2)              |                      |      |
| Lindsay/Linda (RTP2)                  |                      |      |
| Sadie/Célia (RTP2)                    | Carla Garcia         |      |
| Courtney/Carmo (RTP2)                 | Carla Garcia         |      |
| Gwen/Graça (RTP2)                     | Carla Garcia         |      |
| Beth/Beta (RTP2)                      | Carla Garcia         |      |
| Katie/Cátia (RTP2)                    |                      |      |
| Eva                                   |                      |      |
| Owen/Olavo (RTP2)                     |                      |      |
| Cody/César (RTP2)                     |                      |      |
| Justin/Justino (RTP2)                 |                      |      |
| Tyler/Tobias (RTP2)                   | Sérgio Calvinho      |      |